# Кривицкое
Кривицкое (укр. Кривицьке) — село в Козелецком районе Черниговской области Украины. Население 42 человека. Занимает площадь 0,307 км².
Код КОАТУУ: 7422080602. Почтовый индекс: 17003. Телефонный код: +380 4646.

## Этимология
Название села, возможно, произошло от названия племени восточных славян — кривичей, проживавших здесь в VI—IX веках.

## Власть
Орган местного самоуправления — Белейковский сельский совет. Почтовый адрес: 17004, Черниговская обл., Козелецкий р-н, с. Белейки, ул. Довженко, 18.